# 国枝捨次郎

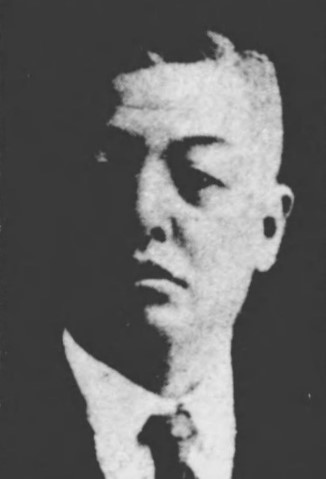
国枝捨次郎

国枝 捨次郎（くにえだ すてじろう、1876年（明治9年）1月5日 - 1937年（昭和12年）4月5日）は、大正から昭和時代前期の政治家、実業家。衆議院議員（2期）。京橋区長。

## 経歴
国枝勘助の三男として東京府に生まれ、1902年（明治35年）家督を相続する。深川区庶務課長を経て、1913年（大正2年）12月から1916年（大正5年）12月まで京橋区長を務める。のち深川区会議員、東京市会議員、同参事会員を歴任した。実業家としては田中電機製造取締役、東栄商会、丸薬回漕店各監査役、帝国塗料専務取締役などを務めた。
1928年（昭和3年）2月の第16回衆議院議員総選挙に東京府第4区から立憲政友会所属で出馬して当選。1932年（昭和7年）2月の第18回衆議院議員総選挙でも当選した。